# Heraclia flavipennis
Heraclia flavipennis är en fjärilsart som beskrevs av Max Bartel 1903. Heraclia flavipennis ingår i släktet Heraclia och familjen nattflyn. Inga underarter finns listade i Catalogue of Life.